# Ступинская улица
Сту́пинская у́лица — улица на юге Москвы в районе Бирюлёво Западное от улицы Подольских Курсантов, параллельно Мелитопольской улице. Нумерация домов начинается от улицы Подольских Курсантов, все дома имеют индекс 117546.

## История
Ступинская улица образована 9 ноября 1962 года, до включения этой территории в состав Москвы, здесь проходил проспект Сталина посёлка Красный Строитель, вошедшего в состав города в 1960 году. Улица названа по подмосковному городу Ступино в связи с расположением улицы на юге Москвы.

## Здания и сооружения
Улица расположена в промышленной зоне района Бирюлёво Западное. Вблизи улицы расположена ТЭЦ-26, а также плодово-овощная база.